# Axel Kurck
Axel Kurck (skrev sig själv Kurke) till Aniela, född 1555 och död 30 maj 1630, var en svensk/finländsk militär och inflytelserik adelsman. Han var son till Jöns Knutsson (Kurck) och hans andra hustru Ingeborg Tönnesdotter Tott.
Kurck var 1578 fänrik vid finländska adelsfanan och 1581 var han befordrad till löjtnant. År 1582 utsågs Kurck till slottsloven på Koporje slott i Ingermanland, 1583 var han ryttmästare vid finska adelsfanan och 1585 var han ryttmästare för de finska hovmän som Nils Olofsson före honom kommenderat. Kurck sändes 1586 att närvara vid fredsmötet i Narva 1586. År 1587 utsågs han till häradshövding över Övre Satakunta, och 1590 blev han häradshövding även över Vemo härad. 1593 blev Kurck utnämnd till ståthållare på Narva slott, och 1596 blev han lagman över Karelens lagsaga. 
Han blev av Sigismund 20 november 1598 utnämnd till krigsöverste över trupperna i hela Finland. 29 augusti 1599 besegrades han i ett slag i  S:t Mårtens socken av hertig Karls trupper, och tvingades efter kapitulationen på Viborgs slott 22 september samma år att ge sig fången. Han var en av dem som av domstolen i Linköping dömdes till döden, men benådades på avrättningsplatsen och sändes i stället som fånge till Gripsholms slott. Han skall tillsammans med Arvid Eriksson (Stålarm) den yngre ha låtit rista följande inskrift på en vägg i Griptornet:
"Anno 1600 den 3 Aprilis Bleffüe wij här insatte, Troo Gudh i alle tingh, Arffwid Ericksonn Till Lindöö och Peÿtz, Gud wett min lycka, Axel Korck Till Aniela, Wij haffue setted för vår troohett och lydett för wåre synder, kome här uth den..."
Kurck frigavs 16 september 1602, och blev generalkrigsöverste samma år den 9 december. Han fick 1604 i uppdrag att i Österbotten uppbära de medel som ständerna i Norrköping beviljat. År 1607 erhöll Kurck Karleby socken i förläning, men miste sin förläning 1612. Han var fältöverste även under ryska tioåriga kriget, och deltog i Helsingfors lantdag 1616. Han var gift två gånger, första gången med Carin Boije af Gennäs, och andra gången med Kerstin Hansdotter (av Lepas-släkten).